# Telepes agáma

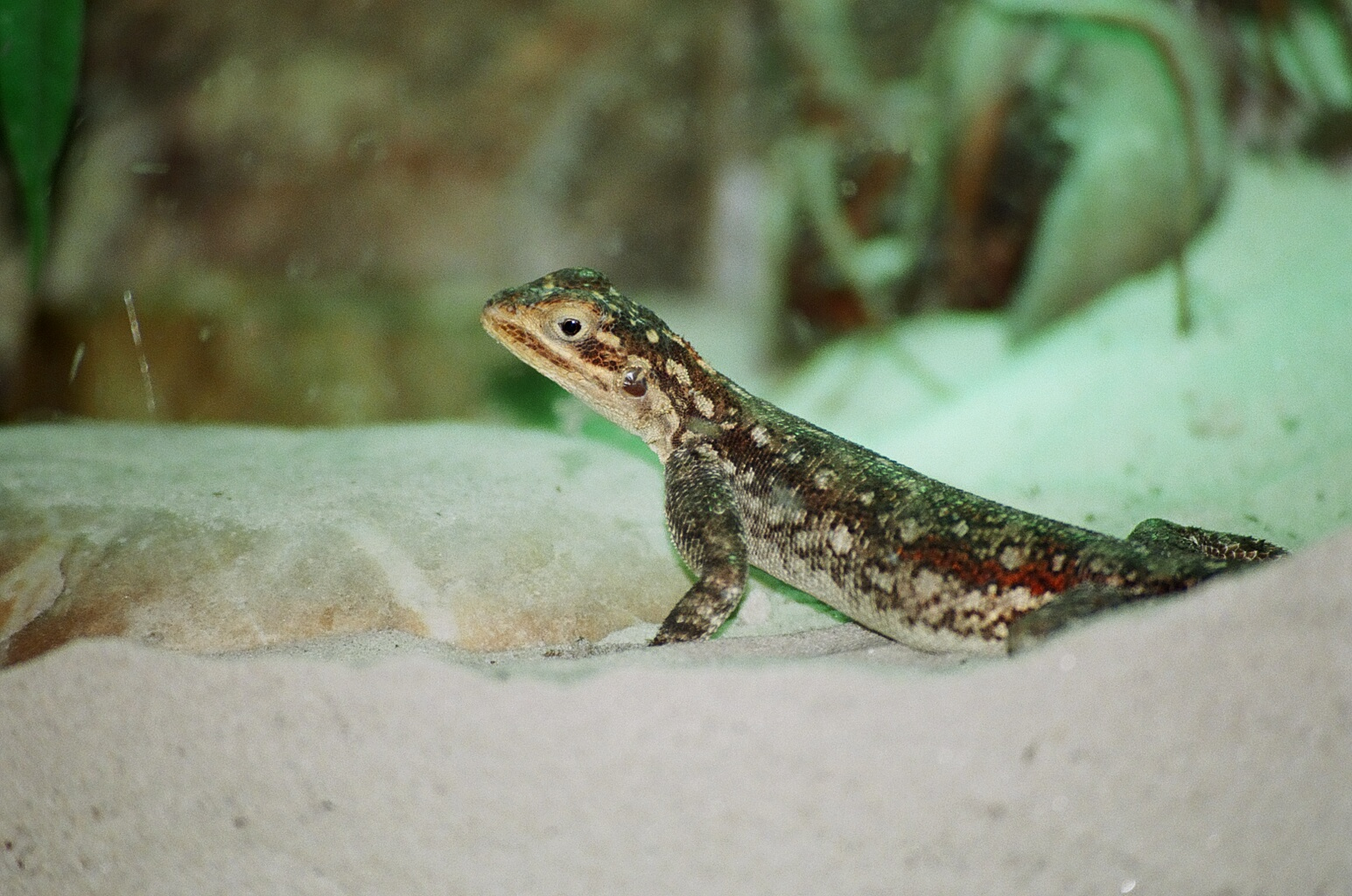
Nőstény

A telepes agáma (Agama agama) a hüllők (Reptilia) osztályának pikkelyes hüllők (Squamata) rendjébe, ezen belül a gyíkok (Sauria) alrendjébe és az agámafélék (Agamidae) családjába tartozó faj.

## Előfordulása
Hazája Nyugat-Afrika, ahol többnyire a félsivatagos és sztyeppes területeken, sziklás-köves vidékeken él. Mivel azonban Szenegáltól Szudánon és Egyiptomon át délkelet felé Tanzániáig, délnyugatnak pedig egészen Angoláig megtalálható, biotópja rendkívül változatos. Előfordul a száraz pusztaságokban, a forró szavannákban, a tengerparthoz közeli esőerdők peremein, sőt, a megművelt földek közelében is.
Eredeti elterjedési területén kívül betelepítették a Zöld-foki Köztársaság, Madagaszkár és a Comore-szigetek területére is. Főleg az utóbbin okoz komoly ökológiai problémát, mivel az őshonos Cuvier-malgasleguán (Oplurus cuvieri) comore-szigeti alfajának konkurens faja és az részben emiatt is igen megritkult.
Száraz terráriumban jól tartható és látványos faj, ezért szerte a világon tenyésztik.

## Alfajai
A telepes agámának akövetkező négy elismert alfaja van:
- Agama agama agama (Linnaeus, 1758)
- Agama agama africana (Hallowell, 1844)
- Agama agama boensis (Monard, 1940)
- Agama agama mucosoensis (Hellmich, 1957)

## Megjelenése
Teljes hossza 35–40 cm, aminek mintegy harmada a farok: ezzel a legnagyobb agámafélék (Agamidae) közé tartoznak. A nőstények alapszíne szürkésbarna, és nem teljesen megfelelő körülmények közt tartott hímeké is ilyen marad. Megfelelő körülmények között a hímek színpompás külsőt öltenek: fejük intenzív narancsvörös lesz, lábtöveik mélykékek, farkukon világosszürke és kék gyűrűk váltakoznak. A színek a szaporodási időszakban intenzívebbek. Mindig a domináns hím a legtarkább: az alárendelt egyedek egyre fakóbb árnyalatúak.
Apró szemei a robusztus, lapos fej tetején kiemelkedő szemdombokban helyezkednek el. Hatalmasra tátható szájában apró, fogszerű szaruképződmények sorakoznak. A hímek nyakának hátsó részén rövid, tüskés pikkelyekből álló kis tarkótaraj nő. Súlyos testét erős, éles karmokban végződő lábak hordozzák.

## Életmódja
Nappal nagyon melegigényes; éjjel jóval kevésbé (nagy napi hőingadozáshoz szokott).
A telepes agáma hímjei kifejezetten területbirtoklók; egymás közelségét csak szigorú rangsorban viselik el. Fő táplálékai a nagyobb ízeltlábúak de megeszi a kisebb rágcsálókat (pl. egér- és patkánykölyköket) is. Étrendjét egyes növényi részekkel (főleg a vörös színű gyümölcsökkel) egészíti ki.

## Szaporodása
Tavasszal párzik. A nőstények 30–50 cm mély járatot kotornak ki, és ennek aljára helyezik 3–8 tojásukat. A tojások 28–31 °C-on 50–60 nap alatt kelnek ki. Az újszülött gyík körülbelül 8–9 cm-es; színezete az anyaállatéra hasonlít. Szinte azonnal elkezd táplálkozni. 3–4 éves korára válik ivaréretté. Akár a többi nagy testű gyík, fogságban soká, akár 10–15 éves koráig is elélhet.

## Tartása
Nappal legyen a terráriumban 30–35 °C, de a talaj közelében akár 40–45 °C is lehet. Éjszaka legyen jóval hűvösebb. Erős területbirtokló ösztönük miatt kis területen több hím nem tartható. A terrárium legyen viszonylag nagy, mert a telepes agáma sokat mozog. A legjobb talaj homok és tőzeg keveréke, amit kövekkel, faágakkal, gyökerekkel díszíthetünk. Élő növénynek legalkalmasabbak az aloé- és agávé-típusú, levélrózsás pozsgások.
Tücsköt, gyászbogárlárvát, lisztbogarat, lisztkukacot, viaszmolyokat és hernyóját, sáskát, szöcskéket, lepkéket, pókokat, cserebogarat adhatunk állatainknak – megpróbálkozhatunk növényi táplálékkal is, de azt nem minden egyed fogadja el.
Szaporításhoz célszerű az állatokat teleltetni. A téli időszakban 18–20 °C-on, világítás nélkül, de a talajt továbbra is fűtve gyíkjainkat 1–1,5 hónapig a terráriumban is teleltethetjük.
|  |  |